# Sirenomelia
Sirenomelia – rzadka wada wrodzona polegająca na częściowym lub całkowitym zrośnięciu kończyn dolnych. Zazwyczaj związana jest z innymi ciężkimi wadami wrodzonymi, powodującymi martwe urodzenie lub zgon w pierwszych dniach życia (spowodowany na przykład agenezją nerek). Częstość wady szacuje się na 1:100 000 urodzeń. Sirenomelia obecna jest w najcięższych postaciach zespołu regresji kaudalnej.
W rzadkich przypadkach, kiedy pozostałe wady rozwojowe nie są letalne, dzieci z tą wadą udaje się zachować przy życiu. M.in. urodzoną w kwietniu 2004 w Peru dziewczynkę, Milagros Cerrón udało się poddać serii operacji, które dają jej szanse na normalne życie. Jej lekarze konsultowali się z lekarzami, którym udało się odnieść podobny sukces z urodzoną w 1988 w USA inną dziewczynką, Tiffany Yorks.